# Littleworth (Stafford)
Littleworth – dzielnica miasta Stafford, w Anglii, w Staffordshire, w dystrykcie Stafford. W 2011 roku dzielnica liczyła 7256 mieszkańców.